# آندره‌آ آیفه
آندره‌آ آیفه (آلمانی: Andrea Eife؛ زادهٔ ۱۲ آوریل ۱۹۵۶) شناگر اهل آلمان شرقی بود.